# Дарли Арабиан

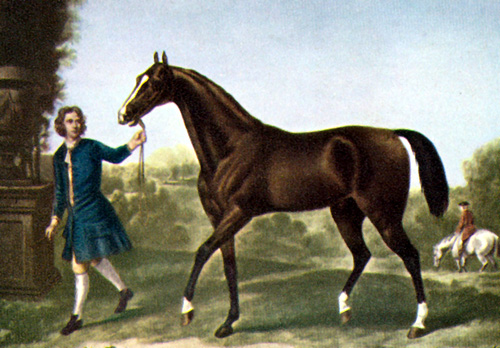

Дарли Арабиан — один из трёх жеребцов, ставших родоначальниками современных чистокровных верховых лошадей (двумя другими являются Байерли Тюрк и Годольфин Арабиан).
Эта арабская лошадь была куплена в Алеппо, Сирия, в 1704 году Томасом Дарли и отправлена в Элдби, Англия. Там конь скрещивался с большим количеством кобыл и в 1722 году считался главным жеребцом-производителем в Англии и Ирландии. Сохранившиеся описания указывают, что конь был высоким и красивым.
Дарли Арабиан на сегодняшний день считается самым важным жеребцом в истории английских чистокровных верховых, поскольку у 95% современных лошадей это породы прослеживается наличие его Y-хромосомы. В частности, его прапраправнуком была знаменитая скаковая лошадь Эклипс, родившаяся в 1765 году.